# Giuseppe Rota
Giuseppe Rota (Bassano del Grappa, 7 marzo 1720 – Levate, 5 maggio 1792) è stato un presbitero e letterato italiano, che si distinse particolarmente per alcuni componimenti in dialetto bergamasco.
Per la forte vis polemica fu paragonato a un Giuseppe Parini nella sua fase di composizione d’opere dialettali.

## Gli studi
Figlio di Gioacchino da Pontida e di Angiolina Carrara, Giuseppe Rota studiò presso il seminario di Bergamo, acquisendo una grande padronanza del latino classico sotto la guida del sacerdote Gian Tommaso Re. Superò brillantemente i corsi di teologia e nel 1741 fu ordinato sacerdote.
Insegnò retorica presso l'Accademia della Magione di Bergamo, una scuola frequentata dai figli della nobiltà locale, distinguendosi per l'eloquenza e per il rigore metodologico.

## Le opere
Tradusse parte dell'Eneide di Virgilio e la Poetica di Orazio; compose poesie italiane e latine per nozze, una Gratulatio ad Marium Lupum, il poemetto Adamo, il poema incompiuto Il diluvio in esametri italiani, due poemi latini, uno sul Cuore di Gesù o Scutum Cordis in seimilatrecentosessantacinque esametri, e l'altro sui Miracoli contro i miscredenti, oltre ad alcuni componimenti in bergamasco, che gli hanno dato una grande notorietà in ambito locale.
Pubblicò nel 1748 venti Proposizioni scelte in materia di belle lettere in cui, fra l'altro, illustrando la prosodia e la bellezza dei versi metrici, sosteneva la possibilità di usare i metri classici in tutte le lingue. Di lui rimane il manoscritto, non pubblicato, Trattato del nuovo metro italiano, in cui ribadiva l'attualità dei metri greci e latini.
Fece parte dell'Accademia degli Eccitati, che costituì il primo nucleo da cui sarebbe derivata l'Università di Bergamo, nata in effetti dalla sua fusione con l'Accademia degli Arvali, contribuendone allo sviluppo. 
(Umberto Zanetti, op. cit, p. 25)

## L'opera vernacolare
L'opera vernacolare in bergamasco più significativa di Giuseppe Rota a noi pervenuta è costituita dal sonetto encomiastico in onore dell'imperatore d'Austria Giuseppe II, dal Capìtol cóntra i spìricc fórcc e dal Capìtol cóntra i barzamì. Questi componimenti possono essere considerati «fra le opere più notevoli e significative della letteratura lombarda in dialetto», dove l'arguzia si coniuga con il forte moralismo e lo spirito polemico che caratterizzavano il nostro autore.

### A Iosèp segónd
Il sonetto a Giuseppe II fu scritto nel 1770 in occasione della visita dell'imperatore austriaco a Bergamo nello stesso anno, ma non fu pubblicato in polemica con lo stesso imperatore per la posizione vivamentente anticlericale che Giuseppe II aveva assunto. 
Ma vu no völì onùr (chi l'crediràv)
e viasé incògnit sót ol nòm de cónt:
epör el sól afàcc no l'se pöl scónd,
e vu sì ü sól che a' ün òrb a l'vediràv
[...]
Dóca diró che töcc in vu a i conoss
ol cör de Tito e 'l có de March Aörèli,
e Teodòsio stèss se ancö a l'ghe föss.
[...]»
()

Il sonetto è costituito da 254 versi in bergamasco settecentesco, smaccatamente encomiastici, come si può vedere dall'incipit sopra riportato, al punto da farne dubitare la sincerità, mentre non nasconde un'acuta arguzia e una salace ironia quando si scaglia contro la bella gente che fa della Messa un'occasione di mondanità piuttosto che di sentito momento liturgico.
()

### Capìtol cóntra i spìricc fórcc
Rota scrisse il Capìtol cóntra i spìricc fórcc ossia contro i liberi pensatori nel 1772 in aperta polemica con le idee illuministe e i loro propugnatori.
Il  componimento è composto da una prima parte, 177 versi, in difesa dell'uso del dialetto e da una seconda, 997 versi, dove esprime la sua polemica contro gli illuministi.
 
  
L'autore vive il dialetto come vera lingua, come strumento per avvicinare il sapere alla gente comune; usa l'ironia per contrastare i suoi contestatori paludati nell'interesse della comunità a cui sente di appartenere, ironia che diventa polemica forte, non priva tuttavia d'ilarità burlesca quando contesta quelle che per lui sono sole mode mentali, vuote ed effimere, che cercano di negare la religione. 
Só quant i pisa, e a dìvle sènt in d'üna,
föra de quàter baie, e ü bu mostàss,
in del rèst i è minciò come la lüna.
[...]''»

### Capìtol cóntra i barzamì
Scrisse nel 1775 il Capìtol cóntra i barzamì ossia contro i miscredenti, in occasione della vestizione di una suora di clausura.
Il componimento è diviso in due parti: la prima, 254 versi, è direttamente dedicata alla novizia, nella seconda di 451 versi continua la polemica, questa volta, contro i barzamì.

Anche in questo componimento Rota, che rimane sempre un sacerdote, usa l'ironia e un certo sarcasmo specie quando contesta l'ipocrisia di quei miscredenti che irridono la religione per poi farvi ricorso nel momento del bisogno. 
No l'éra gna d'apröv ü tir de sfranza
ch'a l'mangé ol pà pentìt per quei fiorècc
che i spössa e i piàs perché a l'ghe fa ün pó d' franza.

L'avèssev vist a rodolà in dol lècc
a ciapà ol Crist in mà, ciamà 'l cörat,
picàs söl stòmech, südà cóld e frècc.
[...]»